# Kemoprofilaksa
Kémoprofiláksa (tudi kémoprevéncija) je uporaba zdravil z namenom preprečevanja bolezni ali okužbe. Kemoprofilaksa z antibiotiki se lahko uporablja, na primer, pri posameznikih z motnjami imunskega sistema za preprečevanje bakterijskih (zlasti priložnostnih) okužb. Uporablja se lahko tudi za omejitev širjenja epidemije ali pa bolnikih s ponavljajočimi se okužbami (npr. okužbami sečil), da se prepreči njihova ponovitev. Lahko se nanaša tudi na aplikacijo heparina za preprečevanje globoke venske tromboze pri hospitaliziranih bolnikih.
V nekaterih primerih se kemiprofilaksa uporabi, da se prepreči širjenje že obstoječe okužbe na druge organe.
Pri preprečevanju okužb poznamo dve obliki kemoprofilakse:
- zaščita pred izpostavitvijo – uporaba zdravil pred potencialno izpostavljenostjo osebe povzročitelju okužbe;
- zaščita po izpostavitvi – uporaba zdravil po potencialni izpostavljenosti osebe povzročitelju okužbe.

Uporabo kemoprofilakse omejujeta predvsem dva dejavnika: tveganje in stroški.
- Vsa zdravila lahko povzročijo neželene učinke. Na splošno naj bi se s kemoprofilaksa uporabila, če koristi zdravljenja odtehtajo tveganja.
- Stroški, povezani s kemoprofilakso, so lahko omejujoči, še zlasti kadar so stroški zdravljenja visoki, pojavnost ciljne bolezni pa je majhna. Veliko oblik kemoprofilakse zato ni stroškovno učinkovitih.

## Specifične bolezni
- Za preprečevanje malarije pri posameznikih, ki bivajo v območjih, kjer bolezen razsaja, se lahko uporabi kemoprofilaksa z jemanjem antimalarikov.[4] Povsem zanesljive protimalarične kemoprofilakse danes ne poznamo, ob upoštevanju priporočene zaščite pa bolezen poteka vsaj v milejši obliki, ki manj ogroža življenje.[5]
- Uporaba kemoprofilakse (na primer preventivno 6- do 12-mesečno zdravljenje z izoniazidom) se je izkazala za učinkovito pri zdravljenju zgodnjih znakov tuberkuloze.[6]
- Kemoprofilaksa se uporablja tudi za zdravljenje več različnih vrst meningokoknih okužb pri tesnem stiku z bakterijo Neisseria meningitidis.[7]